# Lista odcinków serialu Jak zdrówko?
Poniżej znajduje się lista odcinków serialu telewizyjnego Jak zdrówko? – emitowanego przez amerykańską stację telewizyjną  HBO od 24 listopada 2013 roku do 13 grudnia 2015 roku Powstały trzy serię, które łącznie składają się z 18 odcinków. W Polsce serial był emitowany od 17 marca 2014 roku do 28 grudnia 2015 roku przez HBO Polska
| Sezon | Sezon | Odcinki | Oryginalna emisja | Oryginalna emisja | Oryginalna emisja | Oryginalna emisja | Oryginalna emisja |
| Sezon | Sezon | Odcinki | Premiera sezonu   | Finał sezonu      | Premiera sezonu   | Finał sezonu      |                   |
| ----- | ----- | ------- | ----------------- | ----------------- | ----------------- | ----------------- | ----------------- |
|       | 1     | 6       | 24 listopada 2013 | 29 grudnia 2013   | 17 marca 2014     | 21 kwietnia 2014  |                   |
|       | 2     | 6       | 9 listopada 2014  | 14 grudnia 2014   | 12 stycznia 2015  | 16 lutego 2015    |                   |
|       | 3     | 6       | 8 listopada 2015  | 13 grudnia 2015   | 23 listopada 2015 | 28 grudnia 2015   |                   |

## Sezon 1 (2013)
| Nr | # | Tytuł                            | Reżyseria     | Scenariusz                    | Premiera HBO      | Premiera HBO Polska |
| -- | - | -------------------------------- | ------------- | ----------------------------- | ----------------- | ------------------- |
| 1  | 1 | Born on the Fourth of July       | Miguel Arteta | Mark V. Olsen & Will Scheffer | 24 listopada 2013 | 17 marca 2014       |
| 2  | 2 | If You're Going to San Francisco | Howard Deutch | Mark V. Olsen & Will Scheffer | 1 grudnia 2013    | 24 marca 2014       |
| 3  | 3 | Make Someone Happy               | Howard Deutch | Mark V. Olsen & Will Scheffer | 8 grudnia 2013    | 31 marca 2014       |
| 4  | 4 | Dumped                           | Becky Martin  | Mark V. Olsen & Will Scheffer | 15 grudnia 2013   | 7 kwietnia 2014     |
| 5  | 5 | Nightshift                       | Becky Martin  | Mark V. Olsen & Will Scheffer | 22 grudnia 2013   | 14 kwietnia 2014    |
| 6  | 6 | The Concert                      | Howard Deutch | Mark V. Olsen & Will Scheffer | 29 grudnia 2013   | 21 kwietnia 2014    |

## Sezon 2 (2014)
| Nr | # | Tytuł                                         | Reżyseria     | Scenariusz                   | Premiera HBO      | Premiera HBO Polska |
| -- | - | --------------------------------------------- | ------------- | ---------------------------- | ----------------- | ------------------- |
| 7  | 1 | No Such Thing as Idealized Genitalia          | Miguel Arteta | Mark V. Olsen, Will Scheffer | 9 listopada 2014  | 12 stycznia 2015    |
| 8  | 2 | Is Soap a Hazardous Substance?                | Miguel Arteta | Mark V. Olsen, Will Scheffer | 16 listopada 2014 | 19 stycznia 2015    |
| 9  | 3 | Hotter Than Balls                             | Becky Martin  | Mark V. Olsen, Will Scheffer | 23 listopada 2014 | 26 stycznia 2015    |
| 10 | 4 | The Seventh Annual Christmas Card Competition | Becky Martin  | Mark V. Olsen, Will Scheffer | 30 listopada 2014 | 2 lutego 2015       |
| 11 | 5 | The Revolving Door Admit                      | Howard Deutch | Mark V. Olsen, Will Scheffer | 7 grudnia 2014    | 9 lutego 2015       |
| 12 | 6 | Doctor Death                                  | Howard Deutch | Mark V. Olsen, Will Scheffer | 14 grudnia 2014   | 16 lutego 2015      |

## Sezon 3 (2015)
11 lutego 2015 roku, stacja HBO zamówiła 3 serię, która będzie finałowym sezonem| 
| Nr | # | Tytuł                                             | Reżyseria     | Scenariusz                    | Premiera HBO      | Premiera HBO Polska |
| -- | - | ------------------------------------------------- | ------------- | ----------------------------- | ----------------- | ------------------- |
| 13 | 1 | This Is About Vomit, People                       | Miguel Arteta | Mark V. Olsen & Will Scheffer | 8 listopada 2015  | 23 listopada 2015   |
| 14 | 2 | Don't Let It Get in You or on You                 | Miguel Arteta | Mark V. Olsen & Will Scheffer | 15 listopada 2015 | 30 listopada 2015   |
| 15 | 3 | No, I Don't Want a Fucking Smiley Face            | Miguel Arteta | Mark V. Olsen & Will Scheffer | 23 listopada 2015 | 7 grudnia 2015      |
| 16 | 4 | Am I Still Me?                                    | Miguel Arteta | Mark V. Olsen & Will Scheffer | 30 listopada 2015 | 14 grudnia 2015     |
| 17 | 5 | Please Partake of a Memorial Orange               | Miguel Arteta | Mark V. Olsen, Will Scheffer  | 6 grudnia 2015    | 21 grudnia 2015     |
| 18 | 6 | Reduced to Eating Boiled Magazines and Book Paste | Miguel Arteta | Mark V. Olsen, Will Scheffer  | 13 grudnia 2015   | 28 grudnia 2015     |